# Kabylien

Kabylien

Kabylien (från arabiskans qabīlah, “stam”) är ett bergigt kustlandskap i norra Algeriet mellan Alger i väster och Skikda i öster. Området, som är ett jordbruksområde, består av Storkabylien i väster och Lillkabylien i öster. Kabylien är Algeriets tätast befolkade område. Området har en berbisk befolkning, kallad kabyler.
I Storkabylien, vars största stad heter Tizi Ouzou, finns Djurdjurabergen. Den högsta toppen är Lalla Khedidja (2 308 m. ö. h.). I bergsområdet ligger Djurdjura nationalpark och Akfadou naturreservat med vildsvin, hyenor, vildkatter, apor  samt ceder- och barrträdsskog. Skogen i området har minskat och byarna är överbefolkade. Fattigdomen är utbredd vilket har lett till utvandring till övriga Algeriet samt till främst Frankrike.
Lillkabylien sträcker sig runt Bejaïabukten och söder därom reser sig Baborbergen. Högsta topp är Babor. Bergskedjan är skogbeväxt. Lillkabylien har låg befolkningstäthet.

## Galleri

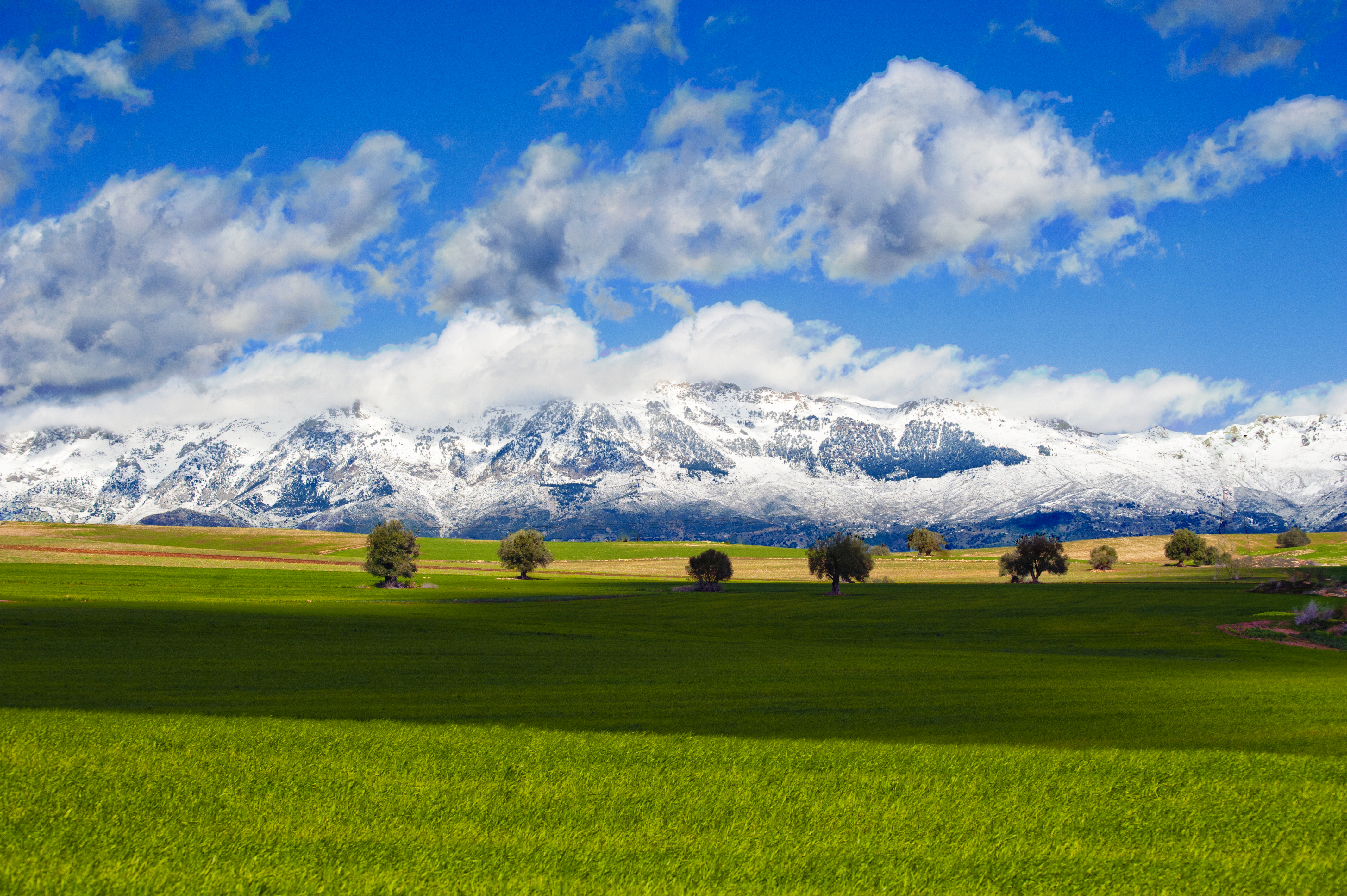
Djurdjurabergen
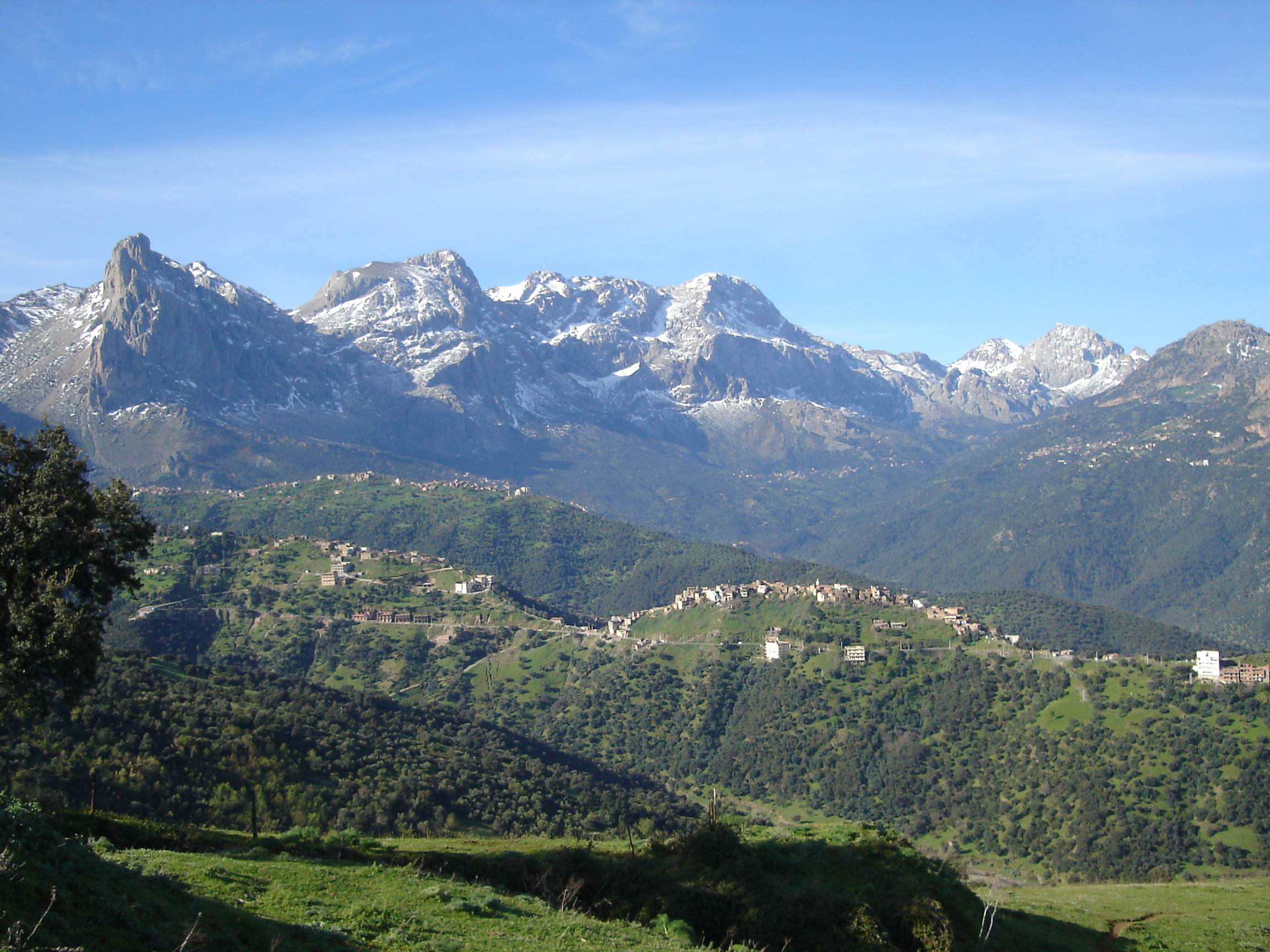
Djurdjurabergen
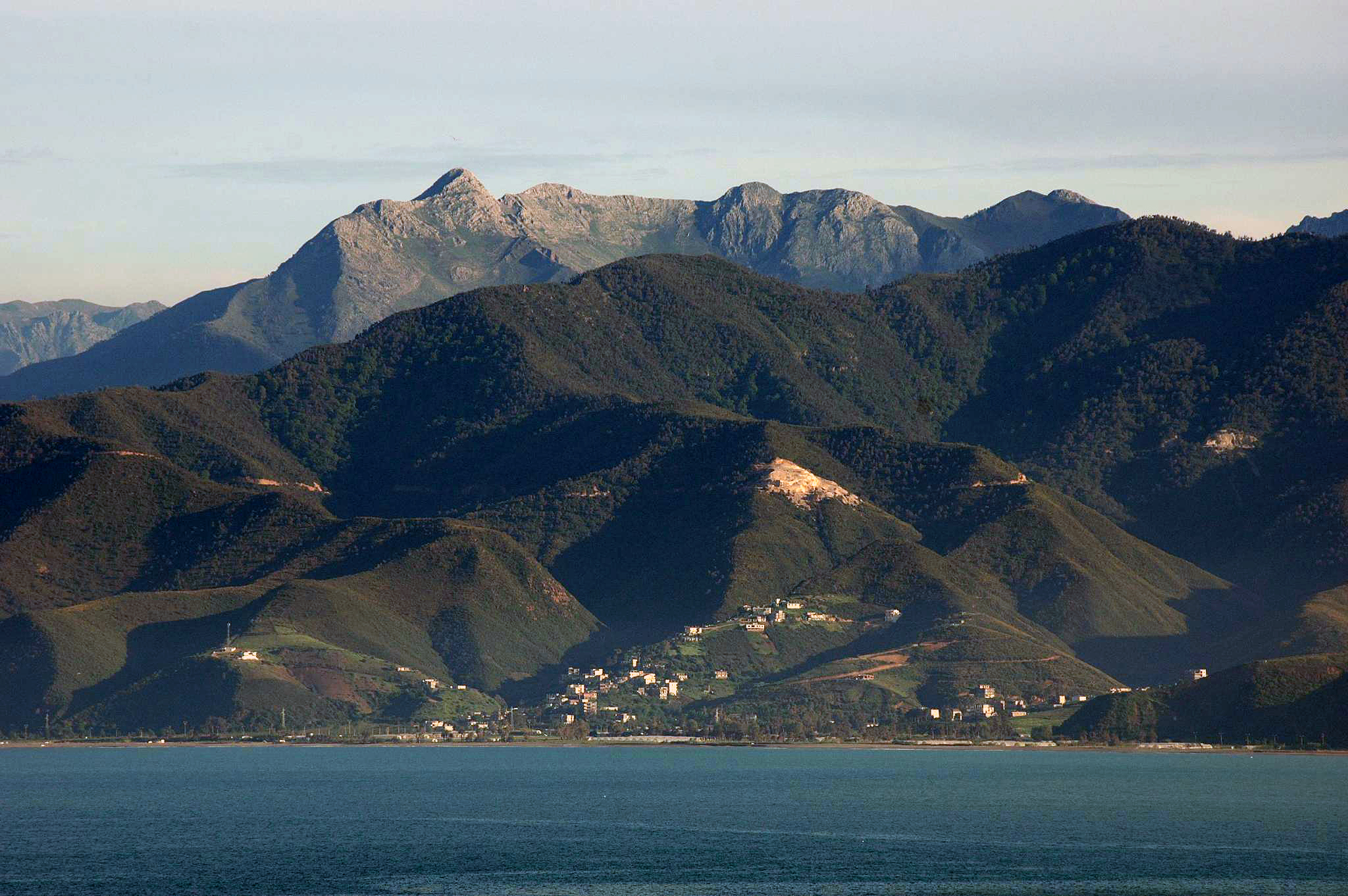
Berg vid Bejaïabukten
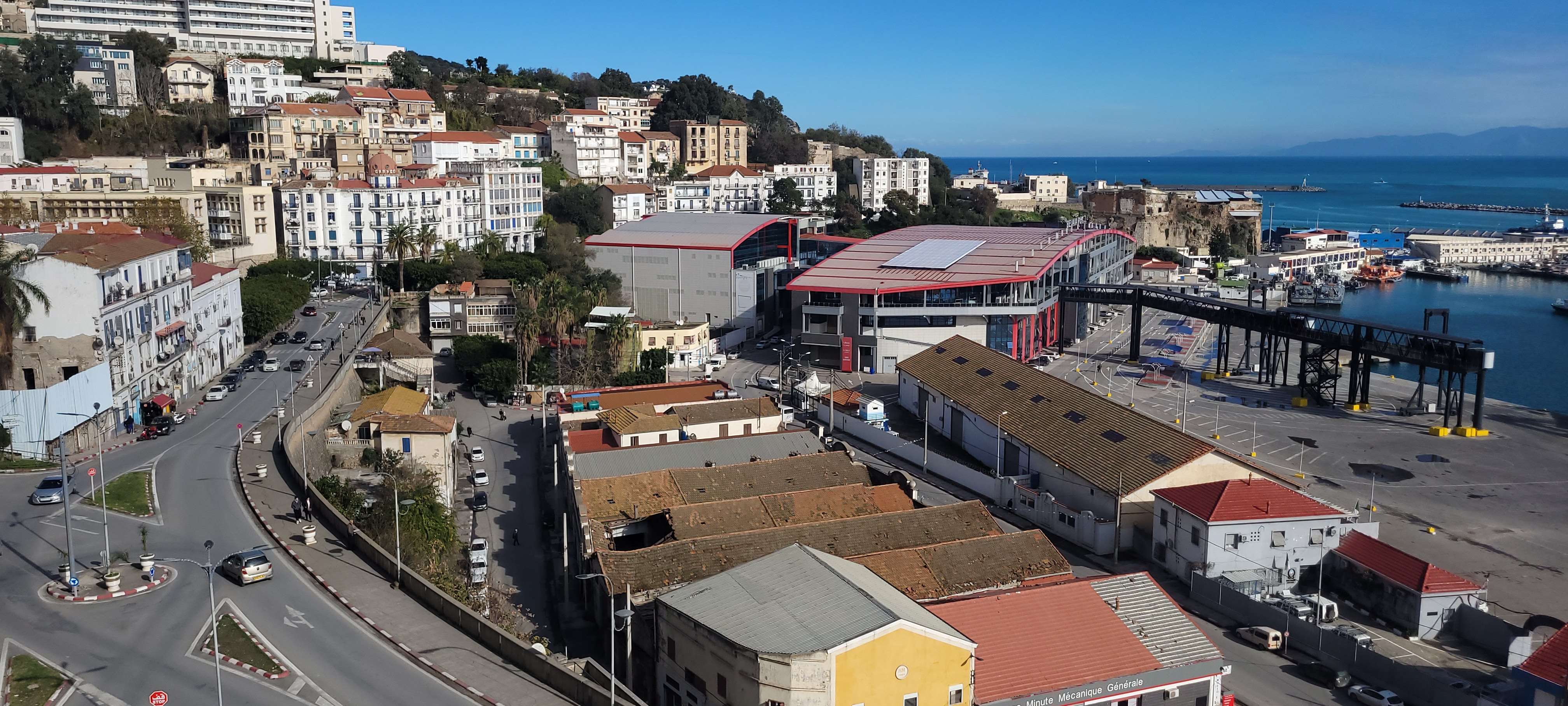
Béjaia